# Старый город (Будва)

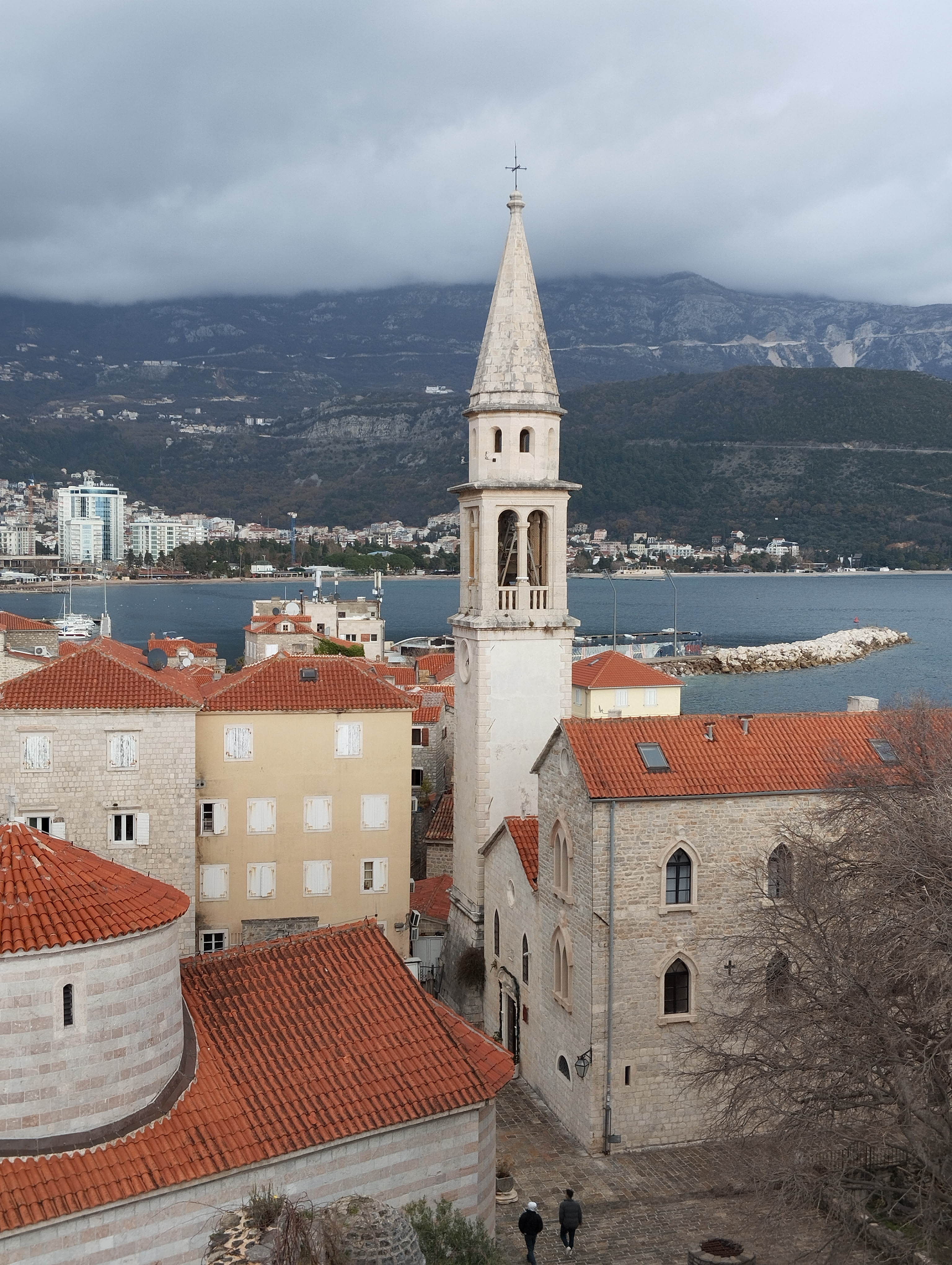
Старый город Будва, вид с Цитадели

Старый город Будвы (черн. Stari grad Budva) — исторический центр города Будва, расположенный на побережье Адриатического моря в Черногории. Этот район является архитектурным и культурным памятником и представляет собой хорошо сохранившийся средневековый городской комплекс.

### Архитектура

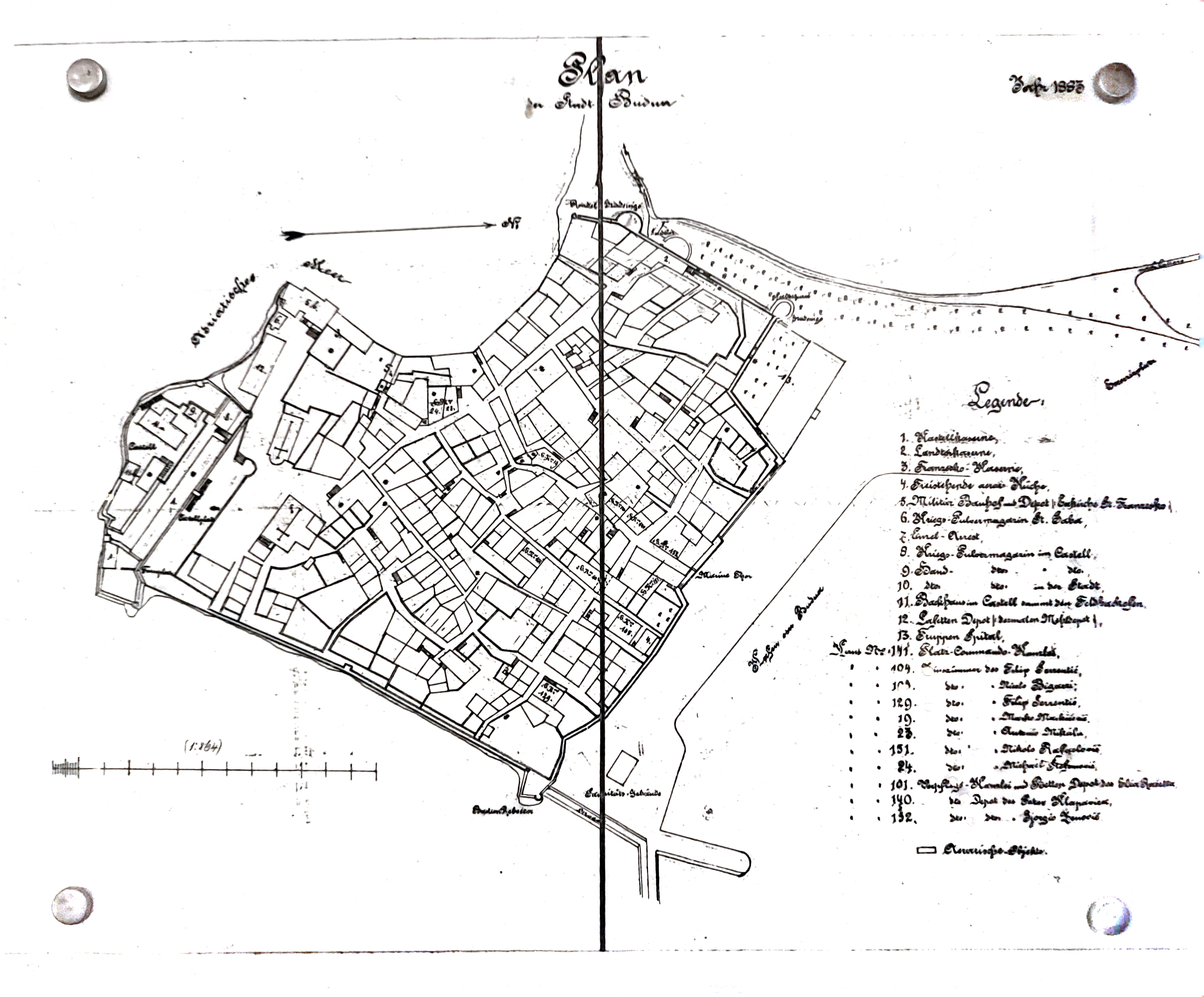
Карта Старого города Будвы, 1883 год

Старый город Будвы окружен крепостными стенами, датируемыми XV веком, которые в значительной степени сохранили свою первоначальную структуру. Внутри стен расположены несколько исторических и культурных объектов

#### Крепостные стены
Крепостные стены Старого города Будвы были построены в XV веке венецианцами для защиты города от турецких набегов и пиратов. Они образуют замкнутую структуру в форме подковы, охватывают весь исторический центр. Каменные стены укреплены башнями и бойницами, характерными для средневекового фортификационного искусства.

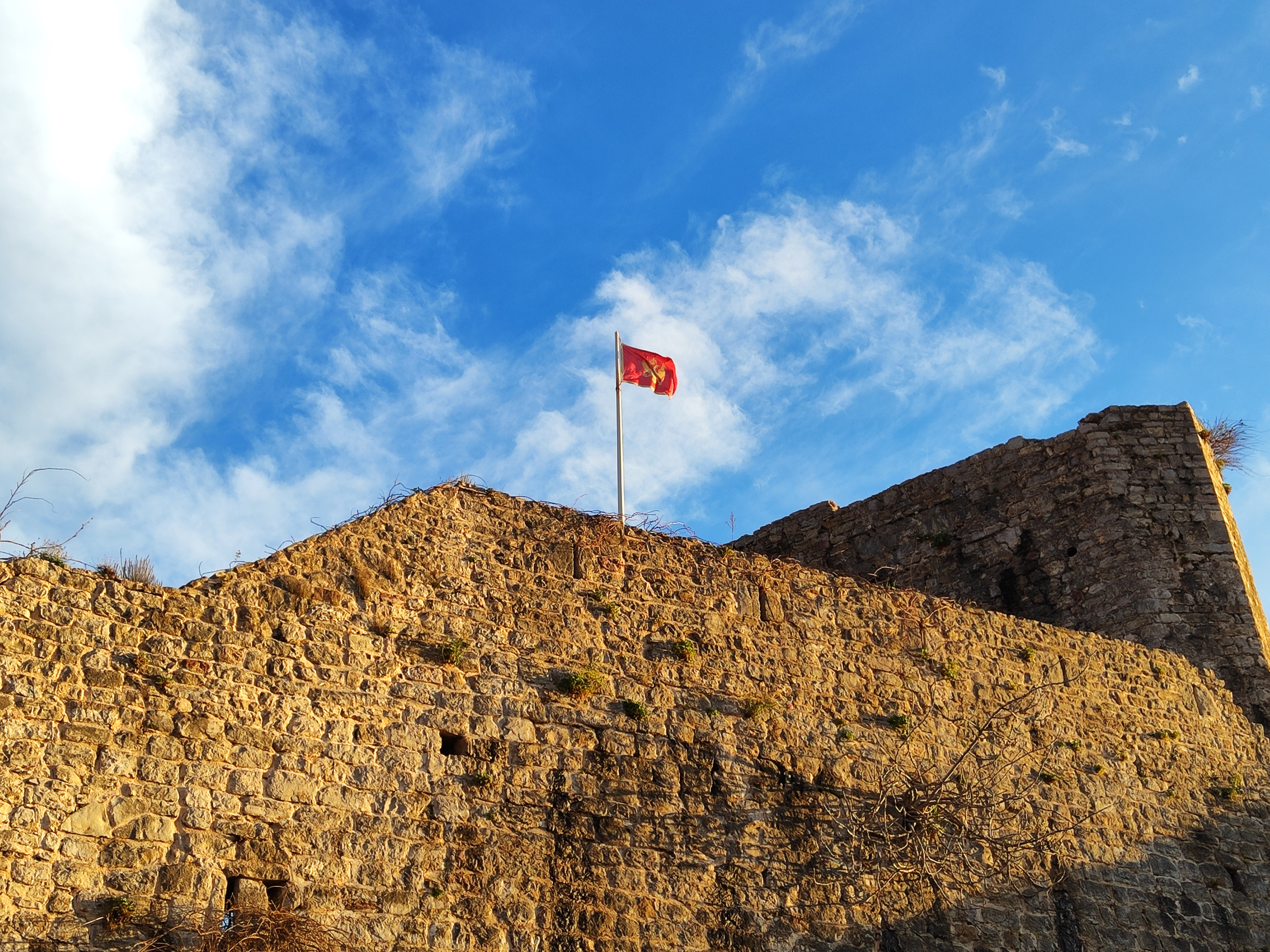
Крепостные стены Будвы

С крепостных стен открывается вид на Будванскую ривьеру и Адриатическое море. Вход на стены осуществляется через Цитадель.

#### Цитадель
Цитадель — древнее фортификационное сооружение, расположенное на южной стороне Старого города. Её строительство началось в IX веке, и с течением веков крепость многократно перестраивалась. Цитадель включает в себя башни, бастионы, защитные стены и лестницы.

Цитадель Будва

Сегодня на территории Цитадели расположены музейная экспозиция, посвящённая истории Будвы, библиотека и коллекция страрых кораблей. Цитадель также используется как площадка для проведения культурных мероприятий, таких как концерты и театральные представления.

#### Собор святого Иоанна Крестителя
Собор Святого Ионнна Крестителя был построен в VII веке и является одним из самых древних и значимых религиозных сооружений Будвы. Архитектура собора выполнена в готическом стиле с элементами ренессанса.

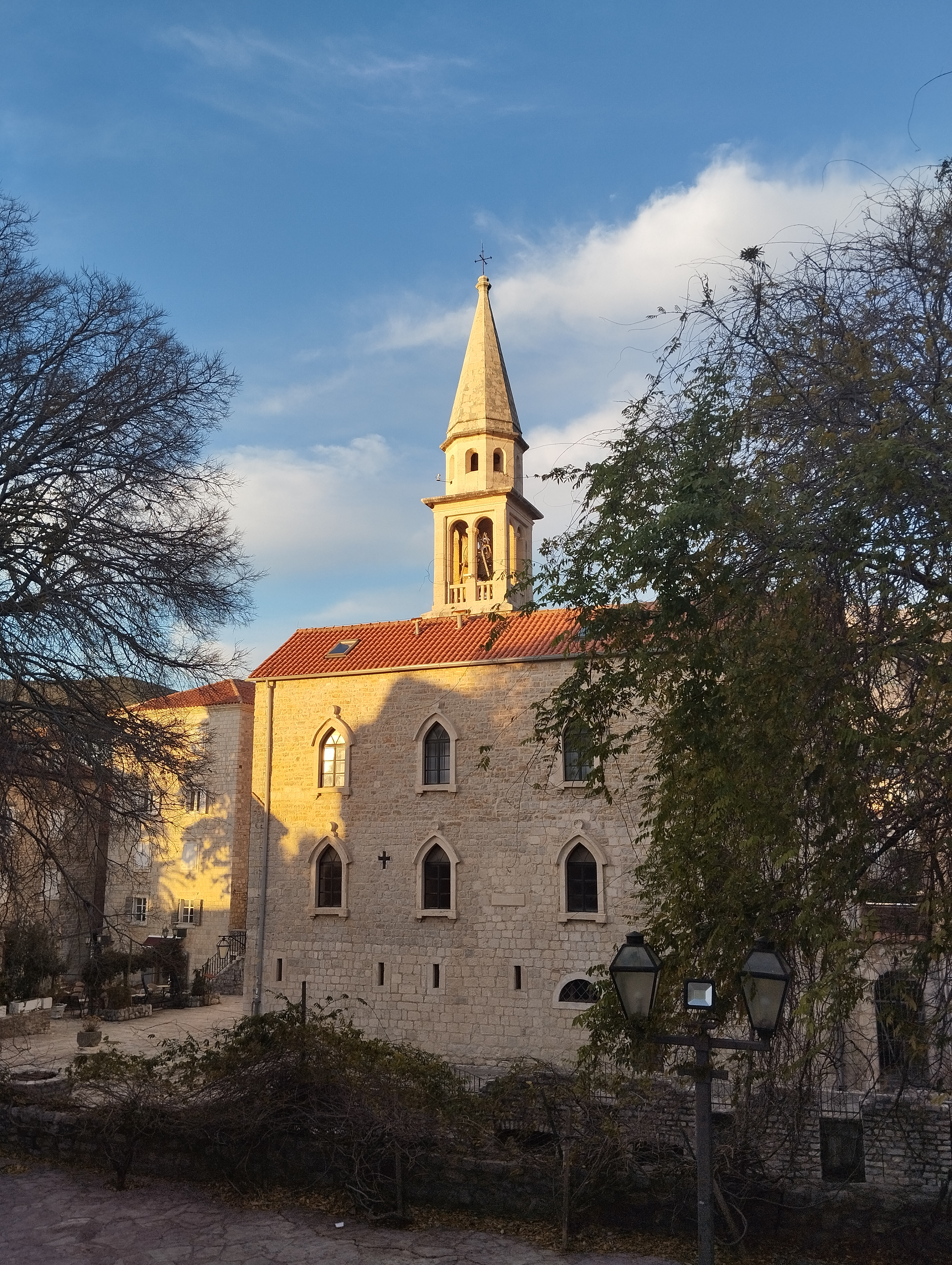
Собор Святого Иоанна Крестителя

Внутри собора хранится знаменитая икона Будванской Богоматери — одна из самых почитаемых реликвий Черногории. Собор служит местом проведения как католических, так и православных богослужений.

#### Церковь Святой Троицы
Церковь Святой Троицы — православная церковь, построенная в 1804 году. Церковь выполнена в стиле византийской архитектуры с характерным куполом и украшен великолепными фресками, созданными черногорскими мастерами.

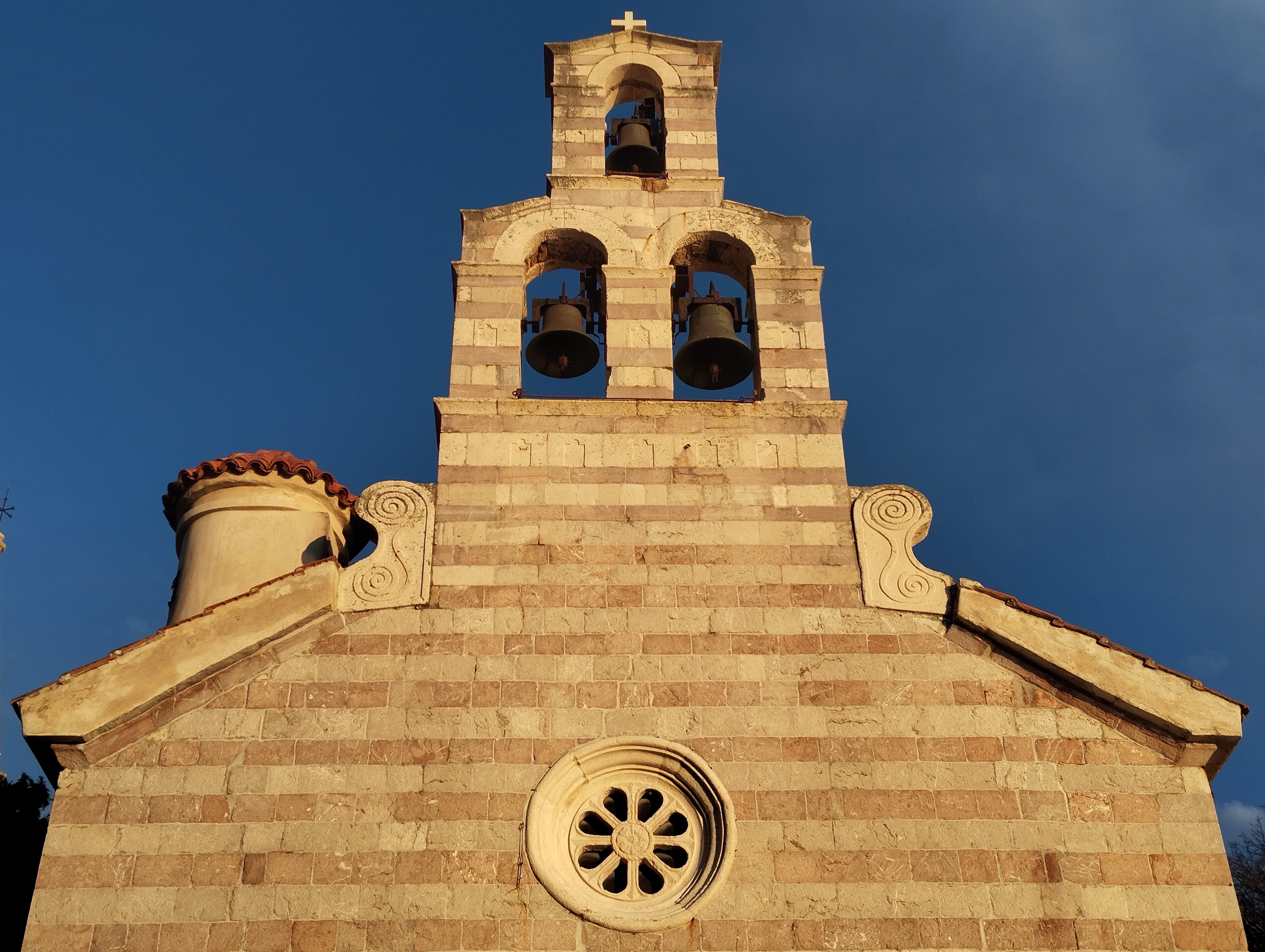
Церковь Святой Троицы

Церковь является действующей и принимает прихожан. Рядом с ней находится небольшая площадь. Церковь служит одним из ключевых центров православной жизни Будвы.

#### Церковь Святого Саввы
Церковь Святого Саввы — старейшая православная церковь Будвы, построенная в XIV веке. Уникальной особенностью церкви является её расположение: она встроена в крепостные стены, и является частью оборонительной системы Старого города.

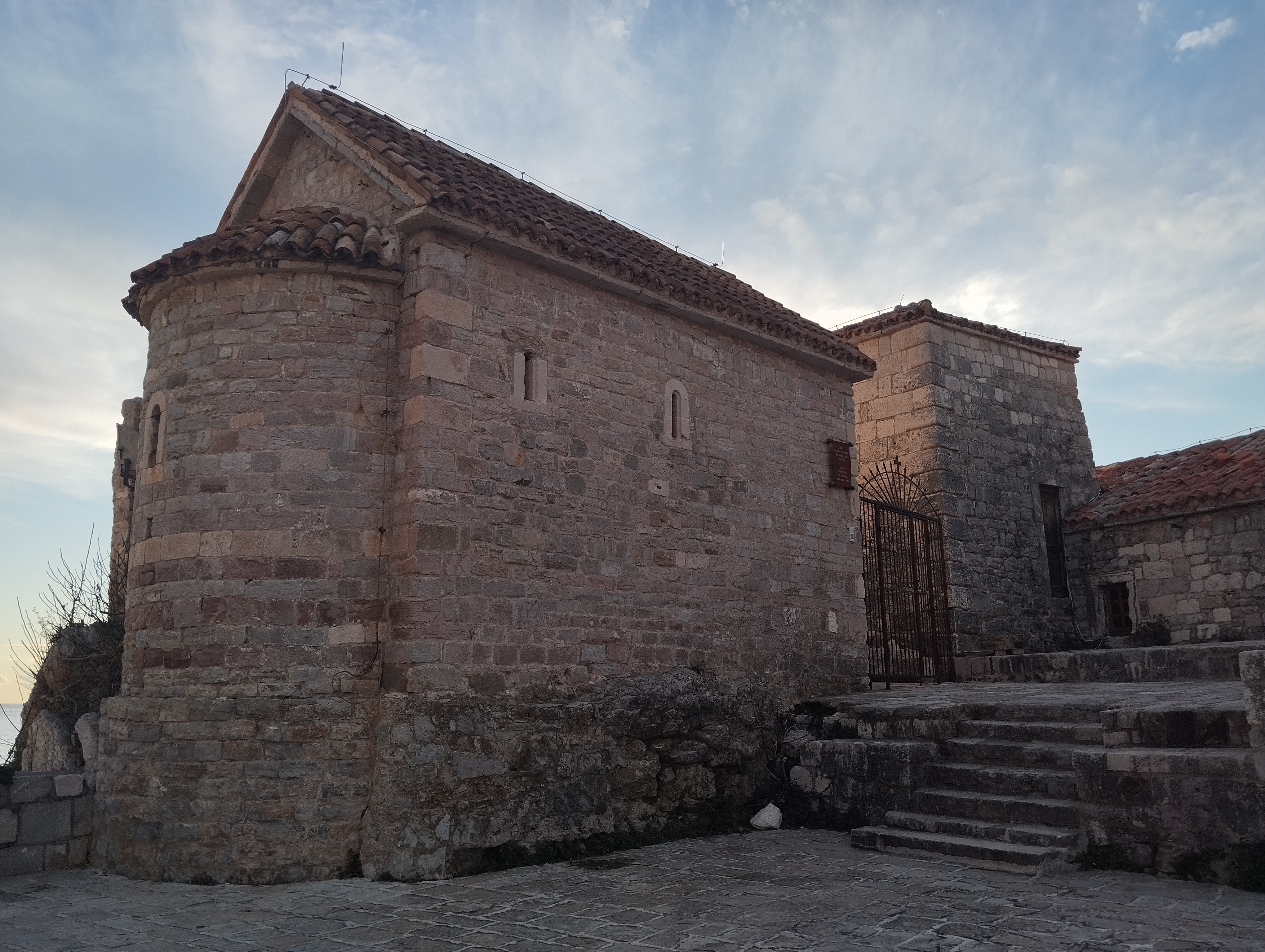
Церковь Святого Саввы

Церковь небольшая по размеру и представляет собой сооружение традиционной средневековой архитектуры. Она редко используется для богослужений, но является популярным туристическим объектом.

#### Археологический музей
Археологический музей Будвы расположен в четырёхэтажном здании в Старом городе. Его коллекция охватывает период от античности до средневековья. Среди экспонатов — древние монеты, керамика, украшения, оружие и предметы быта, найденные при раскопках на территории Будвы и окрестностей.
Особую ценность представляют римские мозаики и иллирийские артефакты. Музей также имеет интерактивные экспозиции.

#### Галерея современного искусства
Галерея современного искусства в Старом городе Будвы существует с 1972 года. Здесь выставлены работы известных художников Черногории и стран бывшей Югославии, таких как Петар Лубарда, Мило Милунович, Сава Шуманович и многих других, работавших в разных направлениях современного искусства.
В галерее активно организуют временные выставки, мастер-классы и арт-фестивали.